# Laura Pyper
Laura Pyper (* 1980 in Magherafelt, Nordirland) ist eine britische Schauspielerin.

## Leben
Laura Pyper wuchs in ihrer Heimatstadt auf. Sie hat zwei Brüder und zwei Schwestern. Pyper besuchte die Rainey Endowed Schule in Magherafelt. Als sie dort in einem Schultheaterstück auftrat, begann sie sich für das Schauspielen zu interessieren. Nach ihrem Schulabschluss studierte sie Englisch und Drama am Trinity College Dublin. Noch während des Studiums bekam sie ihr erstes Rollenangebot als Lin in dem Film Die Herrschaft des Feuers. Es folgten mehrere Auftritte in Filmen und Fernsehproduktionen. In der britischen Fernsehserie Hex übernahm sie in der zweiten Staffel die Hauptrolle der Hexe Ella Dee. Sie ersetzte damit Christina Cole, die in der ersten Staffel die Hauptrolle spielte. 2009 war Pyper als Jane Fairfax in der Fernsehserie Emma zu sehen. Außerdem hatte sie Auftritte in den Fernsehserien Demons, The IT Crowd, Silent Witness, und Spooks – Im Visier des MI5. Zuletzt war sie 2013 als Jane in der Fernsehserie Luther zu sehen.
Neben Filmen und Fernsehserien ist Laura Pyper auch im Theater zu sehen. 2009 spielte sie die Hauptrolle der Cressida in Troilus and Cressida am Shakespeare’s Globe. 2010 war sie als Lilly Cahill in Punk Rock am Lyric Hammersmith Theatre zu sehen.  Vom 6. Februar 2014 bis 1. März 2014 stellte sie Bella in Gaslight am Salisbury Playhouse dar.

## Filmografie
- 2002: Die Herrschaft des Feuers
- 2002: Padraig agus Nadia (Kurzfilm)
- 2003: Headrush
- 2003: Bachelors Walk (Fernsehserie, 2 Folgen)
- 2004: Omagh – Das Attentat (Fernsehfilm)
- 2004–2011: Holby City (Fernsehserie, 2 Folgen)
- 2005: Hex (Fernsehserie, 13 Folgen)
- 2006: Tess: A Tale of Love and Darkness (Kurzfilm)
- 2006: The IT Crowd (Fernsehserie, 1 Folge)
- 2008: Gerichtsmediziner Dr. Leo Dalton (Silent Witness, Fernsehserie, 2 Folgen)
- 2009: Demons (Fernsehserie, 1 Folge)
- 2009: Vidiotic (Fernsehfilm)
- 2008–2009: The Bill (Fernsehserie, 3 Folgen)
- 2009: Yellow Belly End (Kurzfilm)
- 2007–2009: Doctors (Fernsehserie, 2 Folgen)
- 2009: Dead Space: Extraction
- 2009: Emma (Fernsehserie, 3 Folgen)
- 2009: Spooks – Im Visier des MI5 (Fernsehserie, 3 Folgen)
- 2009: Sam and Jenny Go to a Play (Kurzfilm)
- 2011: Dead Space 2
- 2011: Isle of Dogs
- 2011: Looking for Neil (Kurzfilm)
- 2012: 13 Steps Down (Fernsehserie, 1 Folge)
- 2013: Luther (Fernsehserie, 1 Folge)